# 岡山城

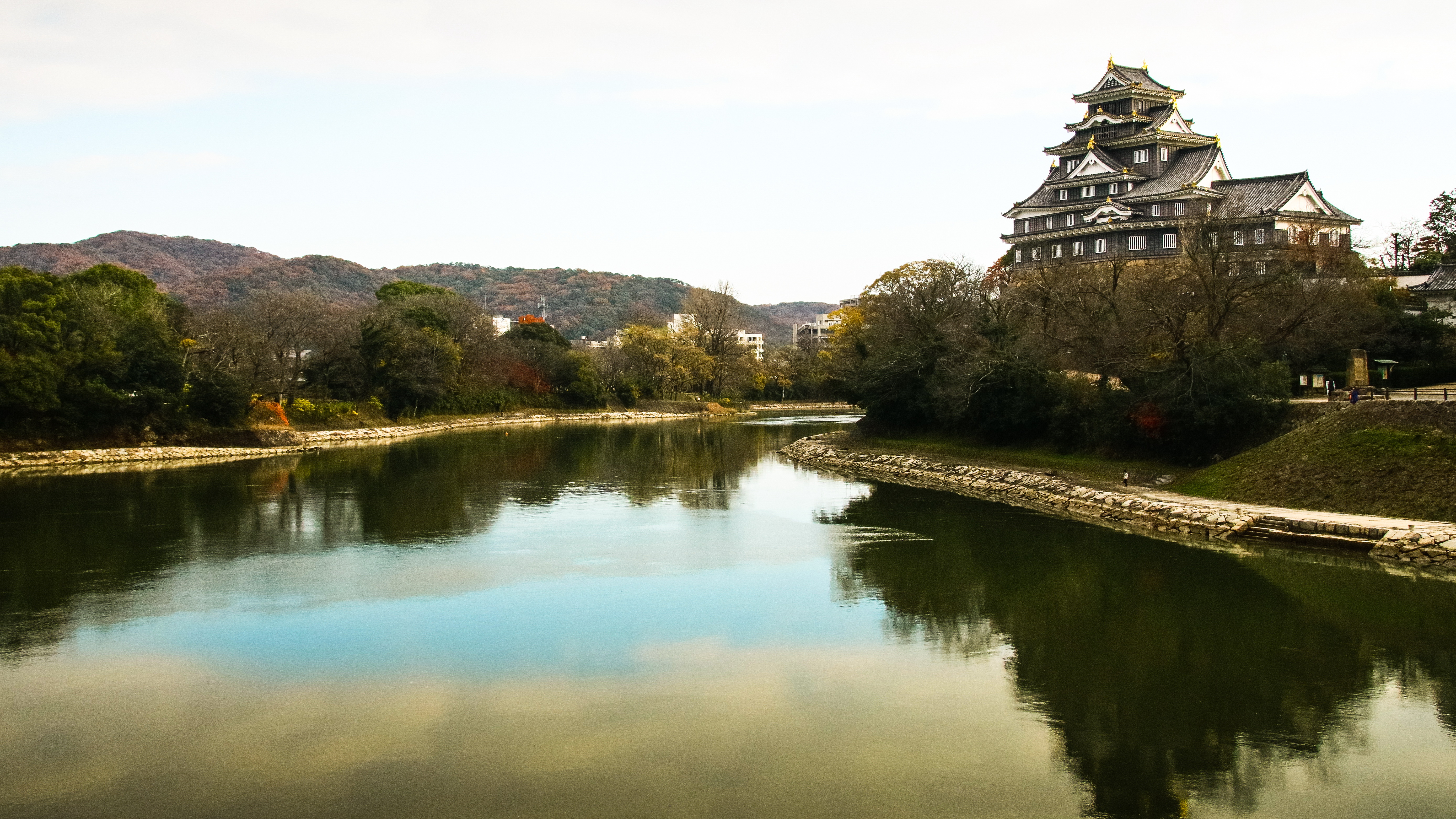
矗立在旭川河畔的岡山城

岡山城是位於日本岡山縣岡山市的一座城堡。江戶時代是岡山藩藩廳所在地。因天守的外牆為黑色，又別稱烏城或金烏城。日本國家指定史跡。

## 概要
戰國時代宇喜多氏擴展到美作和備中時以此為根據地，形成了現時所見岡山城範圍。之後由小早川氏及兩個池田氏家系進行了擴建。
岡山城是由數個海拔十多米高的小山丘連成而建成的。在「岡山」的地區設置本丸。城西為「石山」，而城北為「天神山」。城的設計基本使用梯郭式、城的設計是平山城，在東側沒有繩張防御，由旭川作防衛線作天然的護城河。天守是4重6階的複合式望樓型。
在明治時代城的御殿、櫓、門大半被移走。至於護城河只剩下內堀，其餘被沒埋。在第二次世界大戰，因空襲天守及石山門被燒毀。現在其中兩個櫓、石垣以及內堀保存至今，而不明門、廊下門、六十一雁木上門、及一部份的塀被重建。現在的月見櫓及西之丸西手櫓為現存的重要文化財，而岡山史跡為史跡，至於京橘御門被遷移到岡山市小串內而現存。至於城跡為「烏城公園」，在二之太內設有山陽放送、林原美術館、岡山市民會館，至於三之丸內為岡山縣廳舍、岡山縣立圖書館等設施。重建的天守現為博物館。
此外，鄰接岡山城的的後樂園是與水戶的偕樂園及金澤的兼六園合稱為日本三名園。

## 歷史

### 早年

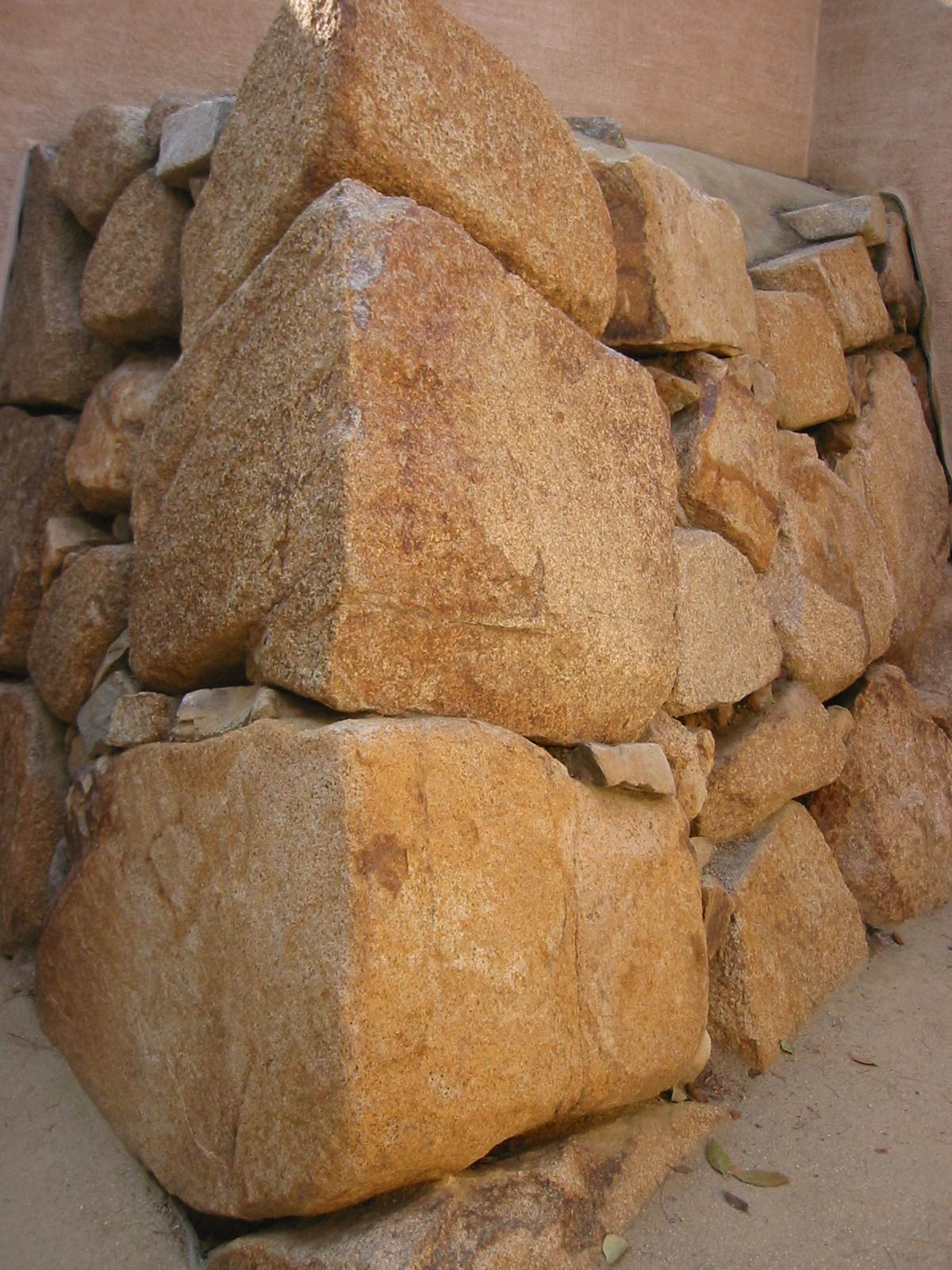
1993年發現的宇喜多氏時代岡山城的石垣。

南北朝時代正平年間（1346年至1369年），名和氏一族在上神高直的石山台（岡山）築城，是《備前軍記》記載最早的資料，之後150多年的城主資料不明。在大永年間（1521年 - 1528年）是金光氏的居城當時金川城主是松田氏。
旡龜元年（1570年）、宇喜多直家暗殺金光宗高控制此地。直家效忠備前守護代浦上氏一族浦上宗景，在備前西部急速擴張。1573年直家將居城由龜山城遷移此地。
對比起主家的天神山，規模仍然細少。1575年浦上宗景兄長政宗將宗景放逐，宇喜多直家擁立孫久松丸。1581年直家病逝。
之後繼承直家的是秀家，先後獲得織田信長和豐臣秀吉支持，繼續擁有岡山城領地。在天正18年至慶長2年（1590年至1597年）進行多次大規模的增築，發展城下町。

### 江戶時代
1600年（慶長5年），關原之戰西軍主力宇喜多秀家最終被流放到八丈島。由小早川秀秋入主岡山，石高為52萬石。秀秋在本丸中段擴張，三丸外側設置護城河的城下町亦進行擴展，由於擴張工程僅用20天完成，又被稱為「廿日堀或二十日堀」。。慶長六年，將中段南隅沼城天守移築，改稱為大納戶櫓，是整個岡山城最大的櫓，它是二層大入母屋造式的望樓型三層四階的櫓。1602年秀秋早年病死，沒有子孫繼續下斷絕。
1603年慶長8年，由備前28万石姬路城主池田輝政次男忠繼繼承，當時忠繼只有五歲由利隆以「備前監国」身份代政。利隆在「石山」以西的西之丸準備擴展。1613年忠繼正式接手岡山城。1615年逝世。
1615年（元和元年）忠繼之弟忠雄由淡路島31萬5千石轉封。忠雄將本丸中段大幅向北伸廷，新設一所表書院。此下大手南門改造，城西利用西川作整備，自此岡山城的繩張已經完成。在現代被評為重要文化財的月見檜大概在該時候創建。
1632年（寬永8年）忠雄之子光仲由鳥取轉封，由池田光政取代。自此以後由光政系的池田氏管治。1687年（貞享4年、光政之子綱政花了14年時間開始建造後樂園（當時僅稱作後園）。

### 明治時代至今
1869年實行版籍奉還，當時藩主池田章政成為岡山藩知事，岡山城由兵部省管轄。1873年實行廢城令，將大部份建物破壞。1882年剩下天守、月見櫓、西之丸西手櫓及石山門。1945年天守及石山門在空襲中燒毀。1950年其餘殘留至今的建築物受文化財保護法保護成為重要文化財。1966年利用鋼筋完成重建模擬天守。1973年岡山城築城400周年紀念典禮中，宇喜多秀家後代宇喜多秀臣（宇喜多家第15代當主）應邀出席。2006年被選為日本100座名城之一。

## 外部連結
- 岡山城博物館